# Volami nel cuore
Volami nel cuore è stato un programma televisivo di genere varietà, andato in onda su Rai Uno in sette puntate ogni sabato, dal 20 settembre al 1º novembre 2008, condotto da Pupo ed Ernesto Schinella.
La regia era di Roberto Cenci, le scenografie di Gaetano Castelli, le coreografie di Simona Mastrecchia ed i costumi di Francesca Schiavon, mentre le musiche erano dirette dal maestro Leonardo De Amicis. Autori del programma erano lo stesso regista Cenci (capoprogetto), Paolo Cucco, Clarita Ialongo, Fabrizio Berlincioni, Giancarlo de Andreis, Carlo Pistarino (anche in video), Cecilia Tanturri, Simone di Rosa, con la collaborazione di Gigi Garretta (anche in video).
Il titolo si ispirava all'omonimo brano Volami nel cuore, con testo di Alberto Testa e musica di Manrico Mologni e Gualtiero Malgoni, inserito nell'album Cremona di Mina, pubblicato nel 1996.
Lo show si articolava come una gara di canto, ballo, recitazione e pattinaggio artistico fra due squadre, la prima capitanata da Biagio Izzo e Barbara Matera, la seconda da Gabriele Cirilli e Sabrina Ghio.
I concorrenti erano:
- cantanti: Fausto Leali, Sal da Vinci, Simona Bencini, Rosalia Misseri, Riccardo Fogli, Silvia Mezzanotte, Aleandro Baldi e Samantha Discolpa. Ospite della prima puntata, sabato 20 settembre, Albano Carrisi. Nelle prime due puntate è stato ospite il giovanissimo tenore Jacopo Menconi. Il 4 ottobre è stato ospite Gigi D'Alessio, ed il 18 ottobre sono stati ospiti Ron e Toto Cutugno.
- attori: Edelfa Chiara Masciotta, Gabriela Barros, Sabrina Messina, Alicia Valles Roy e gli emergenti Desy Luccini, Gilles Rocca, Sara Mollaioli, Emanuela Aureli, Luca Sannino, Valeria Romanelli, Alessandro Marverti, Priscilla Caleffi, Marco Cassini, Annalisa De Simone, Pietro Masotti, Erica Banchi, Giulio Forges Davanzati ed Amalia Roseti (quest'ultima ex corteggiatrice di Uomini e donne). Ospite della prima puntata, sabato 20 settembre, Sophia Loren. Il 18 ottobre sono stati ospiti: Bud Spencer, Alvaro Vitali e Giuliano Gemma.[1]

Inoltre erano presenti in studio l'attore Andrea Buscemi, i ragazzi della trasmissione Ti lascio una canzone, condotta da Antonella Clerici ed un folto gruppo di pattinatori su rotelle.
| Edizione | Periodo           | Periodo          | Puntate | Conduzione                 | Regia         | Studio di messa in onda                                                 |
| Edizione | Inizio            | Fine             | Puntate | Conduzione                 | Regia         | Studio di messa in onda                                                 |
| -------- | ----------------- | ---------------- | ------- | -------------------------- | ------------- | ----------------------------------------------------------------------- |
| 1°       | 20 settembre 2008 | 1º Novembre 2008 | 7       | Pupo con Ernesto Schinella | Roberto Cenci | Studio 5 del Centro di Produzione degli Studi Televisivi Voxson di Roma |